# رونالد ثوم
رونالد ثوم هو مهندس معماري كندي، ولد في 15 مايو 1923 في بينتيكتون في كندا، وتوفي في 29 أكتوبر 1986 في تورونتو في كندا.